# King of Bandit Jing
King of Bandit Jing (王ドロボウJING, Ō dorobou jing) est un manga de Yūichi Kumakura en 7 volumes sortis entre 1995 et 1998.
Il est publié en français aux éditions Pika Édition.
Le manga a été adapté en anime de 13 épisodes produit par Aniplex et dirigé par Hiroshi Watanabe, ainsi que 3 OAV. L’anime est édité en France par Kazé.

## L’histoire
Jing est un jeune garçon énergique parcourant la planète en quête de challenge, d’aventure, et de vol.
Son agilité, son endurance et son intelligence tout aussi stupéfiante que sa façon de combattre, en font un voleur hors norme.
Objets rares et extraordinaires, d’une larme de sirène au « temps » lui-même, tout est bon à voler quand cela frôle l’impossible.
Ses nombreux talents et ses nombreux vols aboutis ont fait de lui le voleur le plus recherché du monde, The king of bandit.

## Détail des volumes
| no | Japonais       | Japonais   | Français          | Français      |
| no | Date de sortie | ISBN       | Date de sortie    | ISBN          |
| --- | -------------- | ---------- | ----------------- | ------------- |
| 1 | novembre 1995  | 4063217582 | 11 mai 2004       | 2-84599-338-2 |
| Liste des chapitres : Premier tir : La capitale des voleurs Deuxième tir : L’énigme du bateau fantôme Troisième tir : La vie du roi des voleurs Quatrième tir : Combat à mort dans la ville du temps |                |            |                   |               |
| 2 | juin 1996      | 4063217752 | 20 septembre 2004 | 2-84599-356-0 |
| Liste des chapitres : Cinquième tir : La fleur du Neverland Sixième tir : Comment voler le temps Septième tir : Le raisin du mécanisme d’horlogerie Huitième tir : Le pire des chargements Neuvième tir : Mémoire incandescente |                |            |                   |               |
| 3 | novembre 1996  | 4063217906 | 13 octobre 2004   | 2-84599-372-2 |
| Liste des chapitres : Dixième tir : La déesse de Sungria Onzième tir : Le pays des larmes Douzième tir : La ville éternelle Treizième tir : Le rouge à lèvre de la vieille Quatorzième tir : Une ascension arc-en-ciel |                |            |                   |               |
| 4 | mai 1997       | 4063218074 | 7 décembre 2004   | 2-84599-377-3 |
| Liste des chapitres : Quinzième tir : Seventh Heaven Seizième tir : Prison des rêves Dix-septième tir : Éternuement solaire Dix-huitième tir : Planque au pays Tir bonus 1 : Amarcord - première partie Tir bonus 2 : Amarcord - deuxième partie                                                                                       |                |            |                   |               |
| 5 | août 1997      | 4063218139 | 15 février 2005   | 2-84599-405-2 |
| Liste des chapitres : Dix-neuvième tir : Le bal costumé de Zaza Vingtième tir : Sourire suprême Vingt et unième tir : Le guerrier de l’aube Vingt-deuxième tir : Fin d’un combat à mort Vingt-troisième tir : Larmes sans fard Vingt-quatrième tir : La valse du vent Livre blanc des crimes du roi des voleurs - premier volume       |                |            |                   |               |
| 6 | novembre 1997  | 4063218228 | 19 avril 2005     | 2-84599-424-9 |
| Liste des chapitres : Vingt-cinquième tir : Le chaton de lumière Vingt-sixième tir : Poisson céleste Vingt-septième tir : Vérité sur un nombril Vingt-huitième tir : Le colosse nuageux Vingt-neuvième tir : Les ténèbres contre-attaquent Trentième tir : La mer maternelle Livre blanc des crimes du roi des voleurs - second volume |                |            |                   |               |
| 7 | juin 1998      | 4063218414 | 14 juin 2005      | 2-84599-451-6 |
| Liste des chapitres : Trente et unième tir : La fille aux enchères Trente-deuxième tir : Marché noir Trente-troisième tir : Le lac Crimson Trente-quatrième tir : Le cinquième élément Trente-cinquième tir : Le foyer de glace Trente-sixième tir : Le cimetière des couleurs Trente-septième tir : La tapisserie blanche             |                |            |                   |               |

### Doublage
| Personnages | Voix japonaises  | Voix françaises   |
| ----------- | ---------------- | ----------------- |
| Jing        | Mitsuki Saiga    | Olivier Cuvellier |
| Kir         | Ryusei Nakao     | Thierry Janssen   |
| Postino     | Shinichiro Miki  | Christophe Hespel |
| Vermouth    | Masayo Kurata    | Délphine Chauvier |
| Vodka       | Daisuke Gouri    | Emmanuel Liénart  |
| Fino        | Hekiru Shiina    | Julie Basecqz     |
| Angostura   | Hiroyuki Yoshino | Emmanuel Liénart  |
| Ginjou      | Masaki Aizawa    | Christophe Hespel |
| Stir        | Mayumi Iizuka    | Julie Basecqz     |